# Кауфдорф
Кауфдорф (нем. Kaufdorf) — коммуна в Швейцарии, в кантоне Берн. 
Входит в состав округа Зефтиген. Население составляет 936 человек (на 31 декабря 2006 года). Официальный код — 0869.